# Telephones Rouges
Telephones Rouges var ett galiciskt noiserockband från O Grove som grundades 2007. Gruppen splittrades 2013 efter har de publicerat tre EP, en split-EP och en studioalbum.

## Historia
Telephones Rouges grundades 2007 som ett personligt projekt av Rubén Domínguez. Strax efter Matías Auch, Álex och Foso Común gick med. Deras första konsert var den 13 april 2007 i A Coruña och strax efter borjade de spela in sina första låtar. På 2008 redigerade bandet EP:n Liberté, La Nuit på skivbolaget for Noise's Sake. Samma år publicerade gruppen också EP:n Telephones Rouges.
Bandet valdes till en av de 30 semifinalisterna i tejpdemotävlingen Proyecto Demo 09 tillsammans med tre andra galiciska grupper: Noise Project, Franc3s och The.
På september 2010 spelade Telephones Rouges in Radiocontrol EP i studion Abrigueiro, belägen i Friol. EP:n publicerades av skivbolaget Mama Vynila Records i maj 2011.
Den 9 januari 2012 gav ut Mama Vynila Records split-EP:n MAX SPLIT med bandet från Barcelona Piñata. De två låtarna i Telephones Rouges spelades in i studion Círculo Polar, i O Grove. På augusti spelade bandet in låtarna för sin debutalbum i studion A Ponte. Albumet, heter Disenso, producerades av bandet tillsammans med Iñaki Bea från gruppen Nadadora. Disenso släpptes i november 2012 genom Mama Vynila Records.
Bandet tillkännagav sin split 2013 och spelade sin sista konsert den 23 september i arenan Twist & Shout i O Grove. Efter splittringen gick Rubén Domínguez med i bandet Chicharrón och startade solo-projektet Pantis.

## Diskografi

### Album
- 2012 – Disenso (Mama Vinyla Records, Matapadre)

### EP
- 2008 – Liberté, La Nuit (for Noise's Sake)
- 2008 – Telephones Rouges (självredigerad)
- 2011 – Radiocontrol EP (Mama Vinyla Records)

### Split-EP
- 2012 – MAX SPLIT (Mama Vinyla Records) med Piñata